# 103P/Hartley
Pour les articles homonymes, voir Comète Hartley.
103P/Hartley (ou comète Hartley 2) est une comète périodique découverte par Malcolm Hartley en 1986 avec le télescope de Schmidt de l'observatoire de Siding Spring en Australie. Il s'agit d'une comète au noyau actif, similaire en taille et masse à Tempel-1. Son observation est depuis suivie tous les six ans, lors de son approche minimale au soleil.

## Objectif de missions
Dans le cadre d'une extension de la mission EPOXI de la NASA, la sonde Deep Impact a été redirigée vers la comète Hartley 2 qu'elle a survolée à seulement 700 kilomètres de distance le 4 novembre 2010 prenant au passage d'impressionnants clichés du noyau cométaire. Programmé le 31 décembre 2007, ce voyage a pris plus de deux ans et demi. La sonde a parcouru l'équivalent de 18 fois la distance de la Terre au Soleil et utilisé trois fois l'assistance gravitationnelle de la Terre avant d'atteindre la comète.
Le but de la mission est de tracer des cartes des températures, de l'albédo et des variations de couleurs, modéliser son noyau, faire une étude de la distribution de la poussière et des gaz dans la coma, rechercher des composés volatils congelés, repérer les caractéristiques de surface qui indiquent par quel processus la comète a été formée et comparer la taille et la distribution des cratères.

## Données scientifiques
Le télescope spatial Herschel, lors d'une campagne d'observations en octobre et novembre 2010, révèle que cette comète renferme de l'eau, semblable à celle contenue dans les océans terrestres. Herschel a mesuré le rapport isotopique entre deux formes de molécules d'eau, l'eau mi-lourde HDO et l'eau normale H2O. Il a trouvé une valeur du rapport entre le deutérium et l'hydrogène de 0,016 %, proche de la valeur des océans terrestres (0,0156 %). 

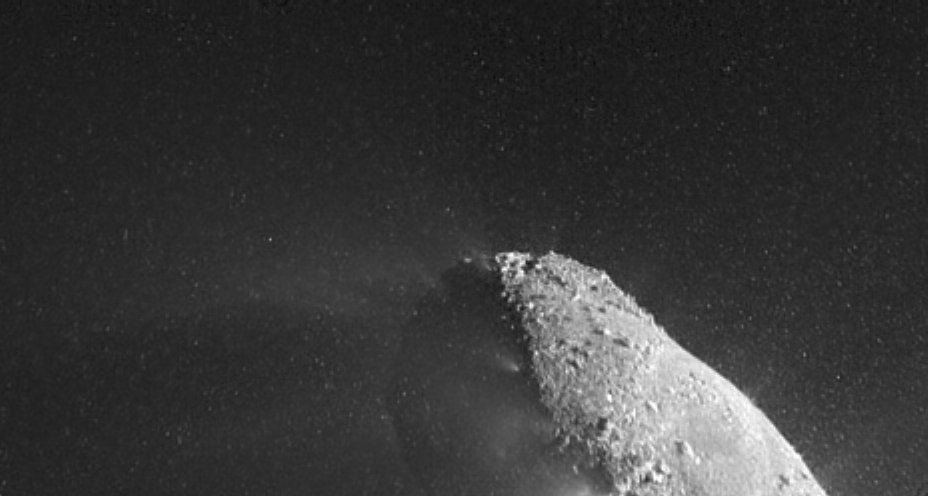
Les jets de 103P/Hartley

## Observations
De retour en 2010, la comète était observable depuis l'hémisphère nord. Elle est passée à côté du Double amas de Persée aux alentours du 8 octobre. Sa magnitude apparente diminua pour descendre vers la magnitude +5. Elle fut donc observable à l'œil nu. Elle est passée à environ 0,12 UA de la Terre en octobre.

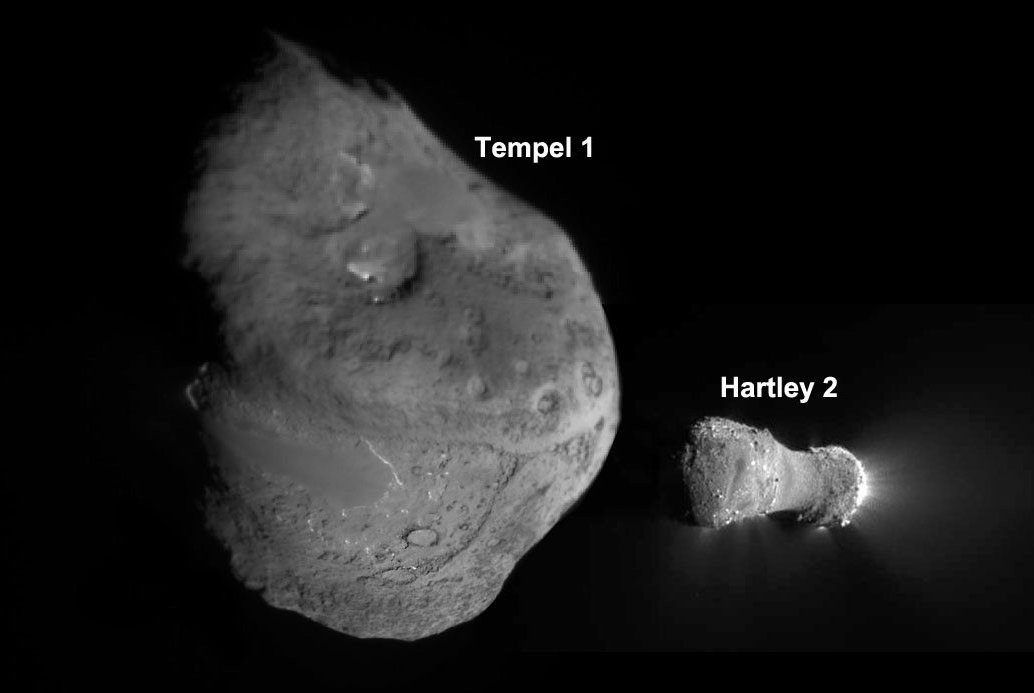
Comparaison entre 9P/Tempel et 103P/Hartley 2